# Harald Paumgarten
Harald Paumgarten   (Graz, 4 d'abril de 1904 - Sankt Anton am Arlberg, 6 de febrer de 1952) fou un esquiador de fons, esquiador de combinada nòrdica i saltador amb esquís austríac que va competir durant les dècades de 1920 i 1930. Era germà de l'esquiadora Gerda Paumgarten.
El 1928 va prendre part en els Jocs Olímpics d'Hivern de Sankt Moritz, on fou dissetè en la cursa dels 18 quilòmetres del programa d'esquí de fons i en la combinada nòrdica. El 1932, a Lake Placid, tornà a disputar la cursa dels 18 quilòmetres el programa d'esquí de fons, la combinada nòrdica i també la prova del salt amb esquís. En totes elles finalitzà en posicions força endarrerides. En el seu palmarès destaca una medalla de bronze al Campionat del Món d'esquí nòrdic de 1933.
Després de retirar-se de la competició fou banquer a Nova York. Va continuar vinculat a l'esquí com a instructor en la primera escola d'esquí alpí dels Estats Units, la Peckett's-on-Sugar Hill a Sugar Hill, Nou Hampshire. Paumgarten es va casar el 1936 amb Elise Biddle Robinson, descendent del banquer Nicholas Biddle. Va morir en una allau a l'estació d'esquí de Sankt Anton el 1952.